# Fredrik Kiil
Fredrik Kiil, född 29 september 1921 i Narvik, död 25 december 2015 i Oslo, var en norsk läkare.
Kiil var professor i experimentell medicin vid Oslo universitet och chef för Institutet för experimentell medicinsk forskning vid Ullevål sjukhus. Han var pionjär inom dialysbehandling av njursjuka patienter.
Kiil gav ut talrika publikationer inom hjärtats och njurarnas fysiologi. Han erhöll flera medicinska priser, bland annat Fridtjof Nansens belønning for fremragende forskning 1974 och Anders Jahres medicinska pris 1980. År 1990 utnämndes han till riddare av 1:a klass av Sankt Olavs orden.